# Les Cahiers bourbonnais
 (octobre 2023).
 (octobre 2023).
- Si vous ne connaissez pas le sujet, laissez ce bandeau (vous pouvez alors contacter les auteurs).
- Si vous supprimez le contenu mis en cause (vous pouvez préalablement contacter les auteurs),

argumentez précisément cette suppression dans la page de discussion
(un manque de référence n'est pas un argument ; une recherche réelle de référence doit avoir été effectuée, être formellement documentée).
Les Cahiers bourbonnais sont une revue trimestrielle et une maison d'édition de défense des lettres, des arts et de l'histoire du Bourbonnais, qui ont existé de 1957 à 2016.

## Histoire
Ils ont été créés à Moulins en 1957 par Marcel Génermont qui les dirigea jusqu'à sa mort en 1983. Après plus de douze mois sans numéro, la revue paraît de nouveau, dirigée par Jean-Pierre Petit depuis 1983 et désormais installée au 11 de la rue de l'Horloge dans un bâtiment alors en ruine qu'il a rénové face à l'église Saint-Jean-Baptiste à Charroux, en Bourbonnais.
À l'été 2015, la revue en était à son 232e numéro. Son premier rédacteur en chef a été Paul Majeune (✝) et son rédacteur en chef était alors Jean-Paul Perrin. Les Cahiers bourbonnais, à la fois revue trimestrielle et maison d'édition, ont annoncé leur disparition effective pour 2016, non sans avoir publié un no 234 contenant les Ultima Verba et la dernière table à jour de ses 234 livraisons trimestrielles, par Maurice Sarazin.
L'esprit des Cahiers bourbonnais et la mission d'offrir régulièrement un large panorama de la vie littéraire, intellectuelle et culturelle du Bourbonnais sont repris depuis 2016 par le blog Vu du Bourbonnais, dont le directeur de publication est Jean-Paul Perrin, avec la collaboration de Maurice Sarazin.